# 三田悠貴
三田 悠貴（みた ゆうき、1998年5月7日 - ）は、日本のグラビアアイドル、タレント。岐阜県揖斐郡揖斐川町出身。R・I・P（リップ）所属。

## 略歴
岐阜県の山間部で生まれ育ち、高校時代は生徒会長を務めた経験を持つ。
大学卒業後、名古屋市内で2年半ほどエステティシャンとして勤務。その後、役職に就いたことで仕事を貫徹した思いがあったことと、かねてよりタレント活動に憧れを抱いていたことから、上京してその道を目指すようになる。
2023年3月23日、『週刊ヤングジャンプ』（集英社）同年17号にてグラビアデビューを果たし、同年7月27日発売の同誌35号にて初巻頭グラビアを飾った。
2023年11月10日、公式ファンクラブ『三田部』を開設。
2024年9月30日、1stDVD『はじめまして、三田ちゃんです』（リバプール）を発売。同年11月9日には同DVDの発売記念イベントに登壇し、「宮古島の海岸での撮影中、範囲の狭い水着姿で100回以上はポロリを経験した」との旨を明かした。
2024年12月19日、1st写真集『み・た・い？』（ワン・パブリッシング）を発売。

## 人物
- 趣味はウォーキング、料理、運転[1]。体形維持のため、朝と夜就寝前に傾斜マックスのトレッドミルで30分間早歩きしている[15]。
- 特技はバドミントン[1]。中学時代には県大会で準優勝し、東海大会への出場経験を持つ[4]。
- 大学時代に秘書検定や簿記検定を取得している[4]。
- ダイエットのためにキックボクシングジムで鍛えているが、胸が上下に揺れて邪魔になることから、さらしを巻くという[16]。軟乳ゆえ、実サイズ（Gカップ）以上に大きく見られる[16]。なお、『はじめまして、三田ちゃんです』の発売に際して自身の胸のことは「暴れん坊将軍」と称している[13]。
- 銭湯を好み、訪れた際は必ず胸を二度見されるという[16]。
- 田舎育ちで自動車移動が当然だったこともあり、マニュアル車を好む[16][17]。18歳のとき地元にて免許を取得して以来、祖父のお下がりである軽トラに乗っている[2][16]。それは芸能での仕事にも繋がっており、バラエティ番組『道との遭遇』（CBCテレビ）では「軽トラ女子愛知一周下道旅」「軽トラ女子三重縦断下道旅」などの企画を担当している[16][18]。

## 作品

### イメージビデオ
- はじめまして、三田ちゃんです（2024年9月30日、リバプール）[19][20]
- You Kiss（2025年2月28日、リバプール）[21][22]
- ミルキー・グラマー（2025年8月29日、竹書房）[23]

### 写真集
- み・た・い？（2024年12月19日、ワン・パブリッシング、撮影：小塚毅之）ISBN 978-4651204963[24]

### デジタル写真集
- ちょっぴりドキドキ“ふあん”な三田ちゃんです。（2023年3月23日、集英社［YJ PHOTO BOOK］、撮影：藤城貴則）[25]
- 初夏、あふれだして（2023年5月15日、集英社［週プレ PHOTO BOOK］、撮影：西條彰仁）[26]
- あふれだす。（2023年5月26日、講談社［FRIDAYデジタル写真集］、撮影：鈴木ゴータ）[27]
- ふわっ、とろっ、もちっ。（2023年5月26日、講談社［FRIDAYデジタル写真集］、撮影：鈴木ゴータ）[28]
- モ〜ッと！夢中にさせちゃうもん（2023年6月8日、集英社［YJ PHOTO BOOK］、撮影：藤城貴則）[29]
- Landing in “Tropical” islands!!!（2023年7月27日、集英社［YJ PHOTO BOOK］、撮影：藤城貴則）[30]
- もっと！（2023年7月29日、白泉社［ハレム］、撮影：フジシロタカノリ）[31]
- 弾けすぎちゃう！（2023年8月1日、秋田書店［月チャンデジグラ］）[32]
- 汗ばむGカップ（2023年8月25日、扶桑社［SPA!デジタル写真集］、撮影：青山裕企）[33]
- LAST SUMMER MEMORIES（2023年10月14日、双葉社［EX大衆デジタル写真集］、撮影：佐藤裕之）[34]
- so special（2023年11月2日、白夜書房［BUBKAデジタル写真集］、撮影：U-YA）[35]
- にゅうわーるど（2024年1月30日、ワン・パブリッシング［BOMBデジタル写真集］、撮影：小塚毅之）[36]
- あふれちゃった（2024年4月22日、集英社［週プレ PHOTO BOOK］、撮影：Takeo Dec.）[37]
- やわい。（2024年6月1日、ワン・パブリッシング［BOMBデジタル写真集］、撮影：小塚毅之）[38]
- Go my own way（2024年7月9日、光文社［FLASHデジタル写真集］、撮影：市川秀明）[39]
- holy（2024年7月9日、白夜書房［BRODYデジタル写真集］、撮影：田畑竜三郎）[40]
- 週刊GIRLS-PEDIA 080（2024年9月1日、KADOKAWA）[41]
- NIPPONグラドル58人（2024年10月7日、集英社［週プレ PHOTO BOOK］、撮影：LUCKMAN、藤本和典、佐藤佑一）[42]
- 少しだけ大人になった君と。（2024年10月10日、宝島社［GIRLS graph.デジタル写真集］）[43]
- Happiness!!（2024年12月26日、KADOKAWA）[44]
- はじめまして、三田ちゃんです（2025年1月16日、集英社［YJ PHOTO BOOK NEXT］、撮影：原田武尚）[45]

## 出演

### テレビ番組
- EXITのベルギー行ったらモテるやつ（2022年11月12日・19日、テレビ東京）[46][47]
- 鎧美女 #95（2023年4月25日〈24日深夜〉、フジテレビONE）- 甲冑：織田信長[48]
- 歩道・車道バラエティ 道との遭遇（CBCテレビ）[49]
  - 名古屋の夜の道で、呂布カルマにハマりたい（2023年6月13日）[50][51]
  - 軽トラ女子 愛知一周下道旅（2024年4月2日 - 5月21日）[52]
  - 軽トラ女子 三重縦断下道旅（2024年5月28日 - 7月31日）[53]
  - 軽トラ女子三田 北海道下道旅（2024年8月20日 - 11月5日）[54]
  - 軽トラ女子三田 岐阜下道旅（2024年11月26日 - 2025年2月4日）[55]
  - 軽トラ女子三田 本州縦断旅（2025年2月18日 - ）

### ラジオ番組
- オレたちゴチャ・まぜっ!〜集まれヤンヤン〜（2023年4月23日 - 2024年4月14日、MBSラジオ） - ヤンヤンガールズ15期生[56]

### 音声配信
- しずる村上のWALK THIS 麺（2023年12月17日[57]、 2024年1月7日[58]、AuDee）

### イベント
- SPA! SAUNAFES（2025年2月28日、サウナ東京） - 熱波師[59]